# Le Petit Chenail
Le Petit Chenail är en gren av Rivière Yamaska i Kanada.   Den ligger i provinsen Québec, i den sydöstra delen av landet, 220 km öster om huvudstaden Ottawa.